# Amt Voigtstedt
Das Amt Voigtstedt war eine Verwaltungseinheit des im 16. Jahrhundert an das Kursachsen (ab 1806 Königreich Sachsen) gefallenen Teiles der Grafschaft Mansfeld. Es bestand vom Spätmittelalter bis zur Auflösung 1815.

## Geschichte
Voigtstedt war Sitz einer Grafschaft, die den 1210 erstmals genannten Grafen zu Stolberg gehörte und in dem ein Zweig dieses Adelsgeschlechts residierte. Aus dem Rest der früheren Grafschaft ging das Amt Voigstedt hervor, dass unter Oberhoheit des Erzbistums Magdeburg stand und seit 1452 den Grafen von Mansfeld gehörte. Durch den Permutationsrezess von 1579 wegen der hoffnungslos verschuldeten Grafen von Mansfeld fiel die Oberhoheit über das Amt Voigtstedt an das Kurfürstentum Sachsen. Bereits einige Jahre zuvor, im Jahre 1570, erfolgte die Verpfändung des Amtes Voigtstedt. Die Verpfändung erfolgte gemeinsam mit dem benachbarten Amt Artern. 1626 wurde das Amt Artern wieder eingelöst, das Amt Voigtstedt blieb jedoch weiter verpfändet. 1627 wurde die Familie Vitzthum von Eckstedt neue Pfandbesitzer. 1660 fiel das verpfändete Amt Voigtstedt an die Herren von Burgsdorf. Zwischen 1665 und 1667 gab es Bemühungen um den Wiederkauf des Amtes Voigtstedt. 1753 ging das verpfändete Amt an den ersten bürgerlichen Besitzer, den Amtmann Aurbach aus Sittichenbach, über.
Nach der Bildung des Königreichs Westphalen und der Abtretung des sächsischen Anteils der Grafschaft Mansfeld an dasselbe, wurde das Amt Voigtstedt 1808 dem königlich-sächsischen Amt Sangerhausen unterstellt. Nach dem Wiener Kongress von 1815 fiel das Amt Voigtstedt komplett an das Königreich Preußen und wurde Teil des neugebildeten Herzogtums Sachsen mit Merseburg als neuem Regierungssitz. Aus dem Herzogtum ging 1816 die preußische Provinz Sachsen hervor, zu dessen Regierungsbezirk Merseburg das frühere Amtsgebiet von Voigtstedt fortan gehörte.

## Orte des Amtes Voigstedt
- Katharinenrieth
- Nikolausrieth
- Schönfeld
- Voigtstedt